# Karl Zietz
Karl Zietz (* 2. März 1903 in Hamburg; † 1975) war ein deutscher Psychologe und Hochschullehrer.

## Leben und Wirken
Karl Zietz studierte Psychologie an der Universität Hamburg und promovierte dort 1931 bei William Stern. Anschließend war er an dieser Universität als wissenschaftlicher Assistent tätig. Nach dem Zweiten Weltkrieg begann 1946 seine Tätigkeit als Dozent für Psychologie an der Pädagogischen Hochschule Braunschweig. Diese hieß vor 1945 Bernhard-Rust-Hochschule für Lehrerbildung und wurde nach dem Zweiten Weltkrieg von der britischen Militärregierung in Kant-Hochschule umbenannt. 1949 wurde Zietz zum Professor ernannt und baute hier das Gebiet der Pädagogischen Psychologie aus.
In seinen Veröffentlichungen beschäftigte sich Zietz vor allem mit der Kinder- und Jugendpsychologie. Einige seiner Schriften erfuhren mehrere Auflagen. Insbesondere seine Einführung in die allgemeine Psychologie war weit verbreitet und erschien zuletzt 1972 in 9. Auflage. Außerdem veröffentlichte er die erste geschichtliche Chronik der Pädagogischen Hochschule Braunschweig, der er u. a. als stellvertretender Direktor bzw. Direktor vorstand.

## Veröffentlichungen
- (mit Heinz Werner): Die dynamische Struktur der Bewegung. In: Zeitschrift für Psychologie, Bd. 105 (1927), S. 226–249.
- Gegenseitige Beeinflussung von Farb- und Tonerlebnissen (Studien über experimentell erzeugte Synästhesie). In: Zeitschrift für Psychologie, Bd. 121 (1931), S. 257–356 (= Dissertation Universität Hamburg).
- Intelligenztests als Hilfsmittel des Lehrers bei der Schülerbegutachtung. Bericht über die Verwendung von Tests bei der Charakteristik von Grundschülern. In: Zeitschrift für pädagogische Psychologie und Jugendkunde, Bd. 33 (1932), S. 376–380 u. S. 407–414.
- Aussage und Typus. Experimentelle Untersuchungen. Zweite Abhandlung: ein Bild- und Wirklichkeitsversuch an zwei Kindern. In: Zeitschrift für angewandte Psychologie, Bd. 44 (1933), S. H. 3–4, S. 194–216.
- (mit Hans Krüger): Das Verifikationsproblem. Experimentelle Untersuchungen über die psychologischen Grundlagen der Bestätigung von  Charaktergutachten. In: Zeitschrift für angewandte Psychologie, Bd. 45 (1933), H. 1–3, S. 140–171.
- Das Problem der „Synästhesie“ und die Frage des „desintegrierten“ Typus  (zur Frage der generellen Verbreitung der synästhetischen Veranlagung und zugleich ein kritischer Beitrag zur Jaenschen Typologie auf experimenteller Grundlage). In: Zeitschrift für Psychologie, Bd. 135 (1935), S. 348–401.
- Die Physik des Kindes. In: Die deutsche Schule, Bd. 40 (1936), S. 263–269.
- Kindliche Erklärungsversuche für Naturerscheinungen. Ein Beitrag zur naiven Theoriebildung. In: Zeitschrift für pädagogische Psychologie und Jugendkunde, Bd. 38 (1937), S. 219–228.
- Das Gutachten für die Schülerauslese (Vorschläge zur Abfassung der Schülercharakteristik). In: Die deutsche Schule, Bd. 41 (1937), S. 69–79.
- Physikalische Theorien bei Kindern. In: Die deutsche Schule, Bd. 42 (1938), S. 205–210.
- Zur Entwicklung des kausalen Denkens bei Kindern. In: Zeitschrift für angewandte Psychologie und Charakterkunde, Bd. 58 (1938), H. 1–2, S. 50–85.
- Abriß der Kinder- und Jugendpsychologie (= Schriftenreihe der Pädagogischen Hochschule Braunschweig, Bd. 1). Waisenhaus-Buchdr., Braunschweig 1947 (9. Aufl. 1969).
- Einführung in die allgemeine Psychologie (= Schriftenreihe der Pädagogischen Hochschule Braunschweig, Bd. 3). Waisenhaus-Buchdr., Braunschweig 1949 (7. Aufl. mit Dieter Lüttge 1972).
- Die seelische Lage des Flüchtlingskindes. In: Lebendige Schule, Bd. 7 (1952), S. 308–318.
- Kind und physische Welt. Psychologische Voraussetzungen der Naturlehre in der Volksschule. Kösel, München 1955 (3. Aufl. 1969).
- Kleine Chronik der Pädagogischen Hochschule Braunschweig (= Schriftenreihe der Pädagogischen Hochschule Braunschweig, Bd. 14). Waisenhaus-Buchdr., Braunschweig 1967.